# Linntown
 (août 2025).
Linntown est une census-designated place située dans le comté d'Union, dans l’État de Pennsylvanie, aux États-Unis. Lors du recensement de 2020, elle compte 1 695 habitants.